# Deep Space Industries
Deep Space Industries (DSI) est une société américaine du secteur spatial  créée le 22 janvier 2013 par David Gump qui a pour objectif de développer le ravitaillement des satellites de télécommunication en orbite et l'exploitation minière des astéroïdes.